# 巴尔韦德德梅里达
巴尔韦德德梅里达（西班牙語：Valverde de Mérida）是西班牙埃斯特雷马杜拉巴达霍斯省的一个市镇。总面积52平方公里，总人口1153人（2001年），人口密度22人/平方公里。